# 梁思永
梁思永（1904年11月13日—1954年4月2日），中国著名考古學家，梁啟超庶長子，生母是通房丫鬟王来喜（后改名王桂荃）。

## 生平
原籍廣東省新會縣，出生於澳門。幼年曾在日本念小學，回國後進入清華學校留美班，1924年畢業後赴美國达特茅斯大学修读历史。 约在1925年初由达特茅斯大学转去哈佛， 1927年6月离美回国，一年后回哈佛大学专讀考古學及人類學，1930年獲得哈佛大學碩士學位後，回國進入中央研究院史語所考古組。1930年至1931年先後參與黑龍江昂昂溪遺址、通遼河新石器時代遺址、河南安陽小屯和後岡、山東歷城龍山鎮城子崖等地的考古發掘工作。隨後因患烈性肋膜炎臥病兩年，1934年漸癒後即赴安陽主持西北岡的發掘工作，直至抗日戰爭爆發始隨史語所遷往四川。1948年，當選為中央研究院第一屆院士。1954年4月2日，长期带病坚持工作的他心脏病发作在北京逝世，终年50岁。遗体于5日下午在东郊人民公墓火葬场举行火葬，后被安葬于北京八宝山革命公墓。一年之后，嫂子林徽因病逝，也被梁家人安葬在相隔仅几米的另一处墓地。
他在殷墟第四次發掘過程中，確認柱礎石、窖穴等考古遺跡，復原建築遺址，確認了仰韶文化、龍山文化和商代文化的疊壓關係，成為中國考古學的典範。1948年與其兄长梁思成（建築學家）同時獲選為第一屆中央研究院院士。
妻子李福曼為嫡母李蕙仙的侄女。

## 著作
- 《城子崖遺址發掘報告》
- 《梁思永考古論文集》
- 《侯家庄》（高去尋補輯）